# 2382 Nonie
A 2382 Nonie (ideiglenes jelöléssel 1977 GA) a Naprendszer kisbolygóövében található aszteroida. Perthi Obszervatórium fedezte fel 1977. április 13-án.